# Athripsodes rieli
Athripsodes rieli là một loài Trichoptera trong họ Leptoceridae. Chúng phân bố ở miền Cổ bắc.